# Green Meadows (Oregon)
Green Meadows az Amerikai Egyesült Államok Oregon államának Umatilla megyéjében elhelyezkedő statisztikai település, a Pendleton–Hermiston mikrostatisztikai körzet része. A 2020. évi népszámláláskor 675 lakosa volt.